# Eduard Steinbrück

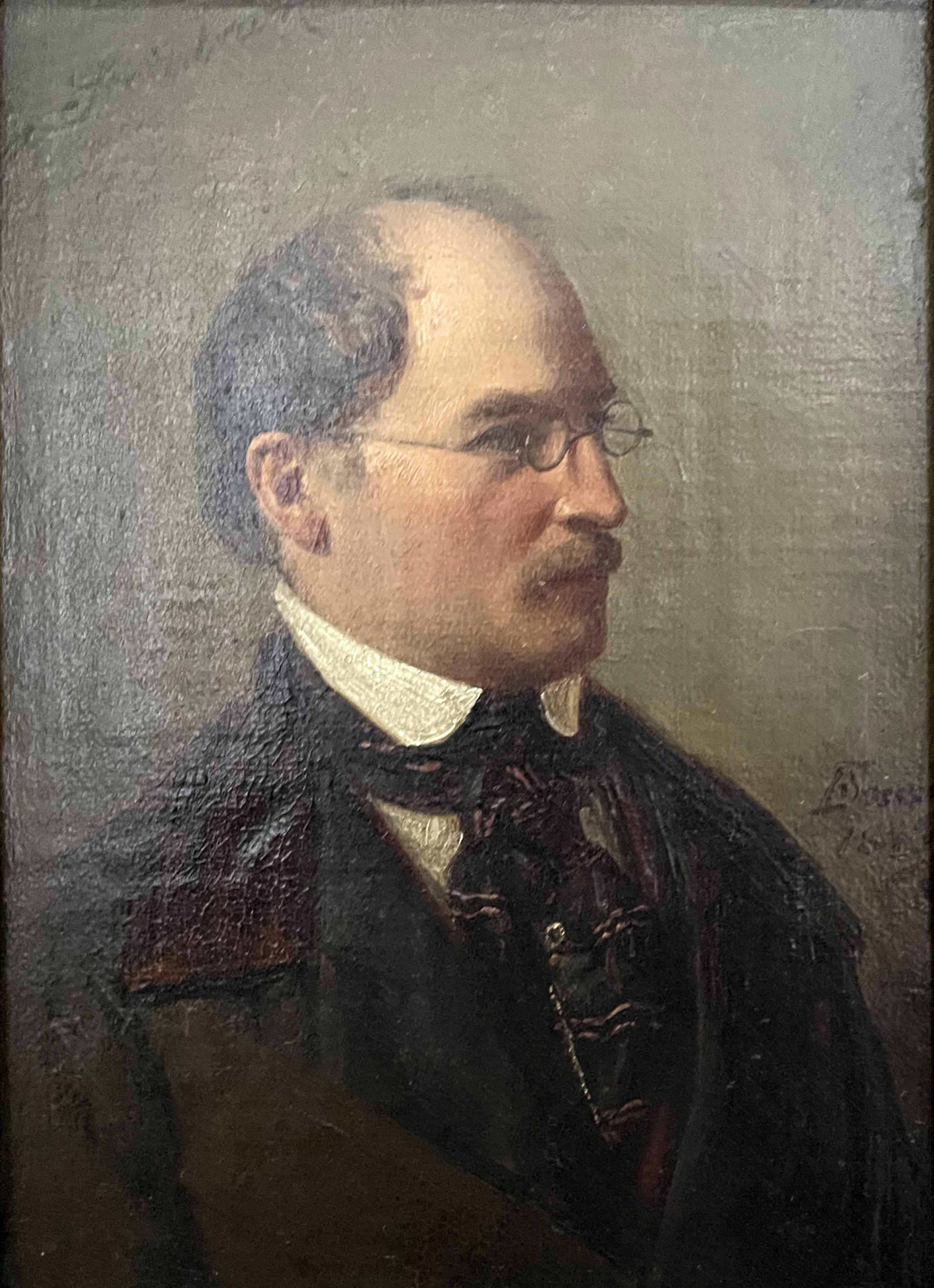
Eduard Steinbrück in der Freundschaftsgalerie von Einzelbildnissen der Düsseldorfer Malerschüler und ihren Freunden von Friedrich Boser, um 1850

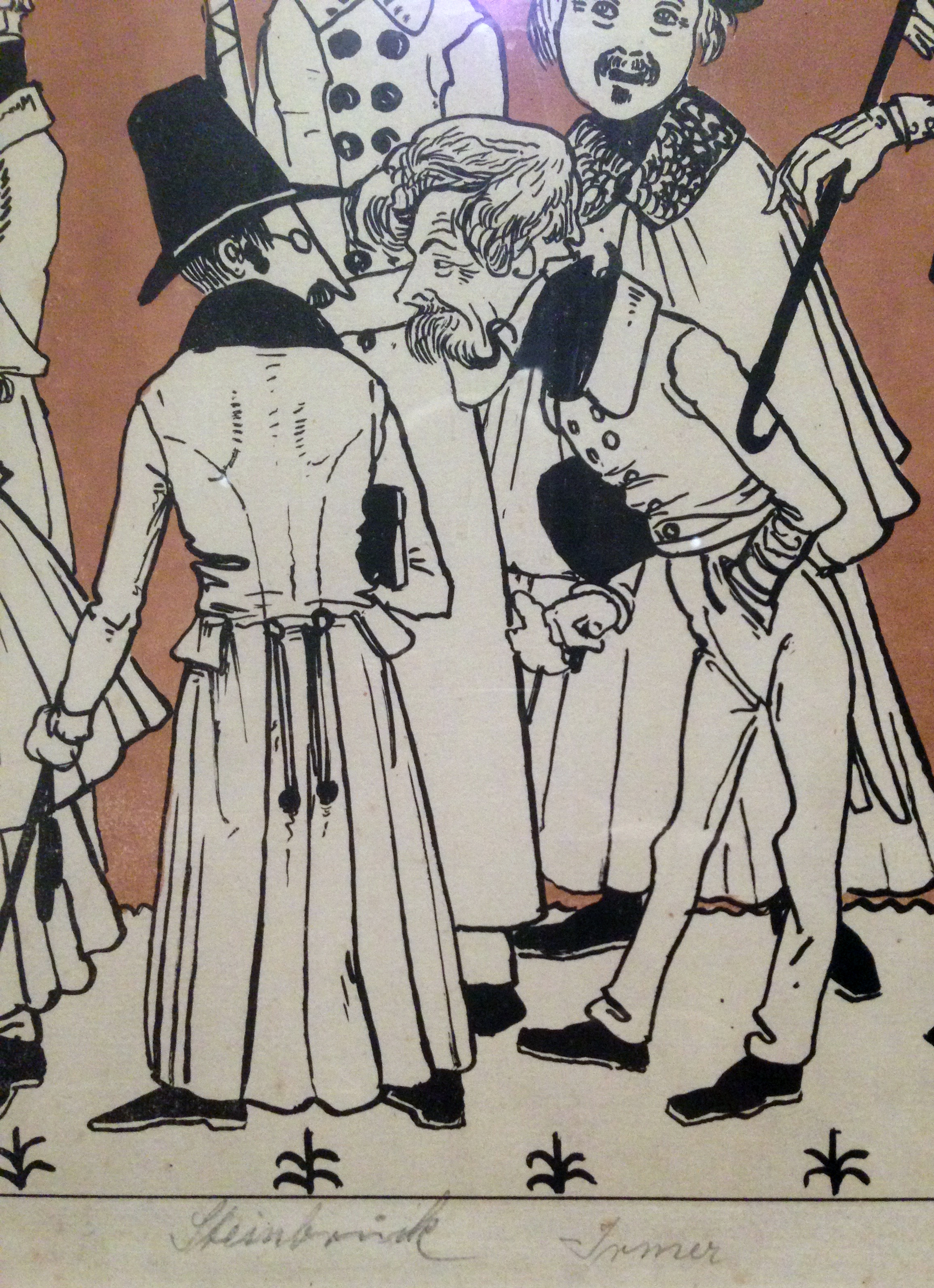
Eduard Steinbrück (mit Hut und bodenlangem Mantel), Ausschnitt aus der Karikatur Zug der Düsseldorfer Künstler von Andreas Achenbach, 1837

Carl Eduard Steinbrück (* 2. Mai 1802 in Magdeburg; † 3. Februar 1882 in Landeck in Schlesien) war ein deutscher Historienmaler und Radierer der Düsseldorfer Schule.

## Leben
Steinbrück, Sohn eines der Freimaurerei anhängenden Geschäftsmanns, wuchs in Magdeburg auf. Beide Eltern stammten aus Tangermünde. Einer seiner Vetter war der Jurist, Konvertit und Kirchenhistoriker Wilhelm Martens (1831–1902). Schon während seiner Schulzeit begann er, sich in seiner Freizeit künstlerisch zu betätigen. Auf väterlichen Wunsch ließ sich Steinbrück dennoch ab 1817 in Bremen zum Kaufmann ausbilden. Am Ende dieser Lehre entschloss er sich, Maler zu werden. In Berlin, wo er nach der Lehre einen einjährigen Militärdienst ableistete, trat er 1822 in das Atelier von Wilhelm Wach ein. Als Frühwerke entstanden um 1825 eine Vertreibung des ersten Menschenpaares aus dem Paradies und Der Engel an der Himmelspforte. Im Februar 1829 wechselte er nach Düsseldorf. Dort hielt er sich bis zum Oktober im Kreise von Karl Ferdinand Sohn, Theodor Hildebrandt, Eduard Bendemann und Johann Wilhelm Schirmer auf und malte eine Hagar in der Wüste. Anschließend ging er nach Rom, wo er von November 1829 bis Juli 1830 unter den Deutschrömern weilte und eine Römerin als Jagende Nymphe schuf, die der Architekt Karl Friedrich Schinkel 1832 auf einer Berliner Kunstausstellung erwarb. Nach seiner Rückkehr aus Italien heiratete er Amalia Martens und ließ sich bis 1833 in Berlin nieder. In dieser Zeit malte er eine Madonna mit dem Kinde (Madonna in der Werkstatt-Türe).

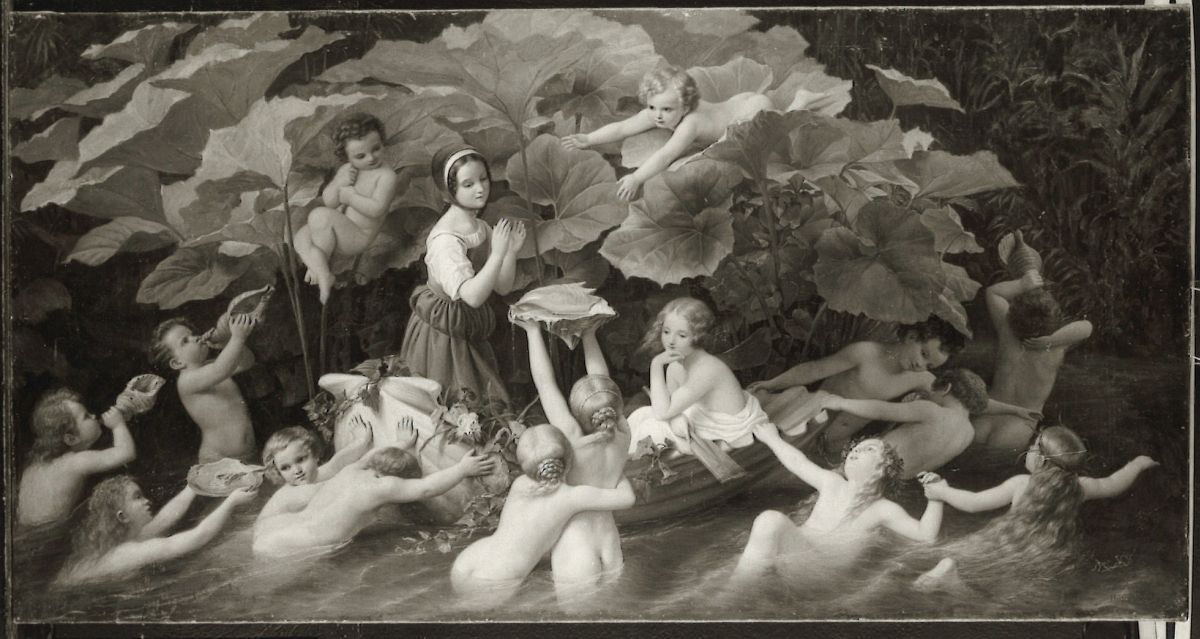
Marie unter den Elfen (Die Elfen), 1840/1841, Schwarz-Weiß-Abbildung

Im Sommer 1833 zog er erneut nach Düsseldorf, wo er von 1833 bis 1844 unter Wilhelm Schadow an der Königlich Preußischen Kunstakademie studierte und mit seiner Familie bis 1846 wohnte. Aus seiner Ehe gingen eine Tochter und drei Söhne hervor, darunter Ernst Reinhold (1836–1918) Anm. 1 und Paul Otto (1838–1912). Regelmäßig beschickte Eduard Steinbrück aus Düsseldorf Berliner Kunstausstellungen. Mit dort ausgestellten Bildern wie Badende Kinder (1834), Thisbe, an der Wand lauschend und Genoveva auf der Flucht im Walde (1836), Die Nymphe der Düssel (1837), Rotkäppchen, mit dem Wolf im Walde sprechend, Fischerfrau am Strand, Undine (1839), Marie unter den Elfen (1840/1841) und Die Geburt der Venus (1846)  erwarb er sich den Ruf eines Meisters der romantischen Idylle, der Darstellung von mythischen Mädchen- und Frauengestalten sowie des Märchen- und Kinderbildes. Zwischen 1853 und 1859 führte er Bilder dieses Genres vor allem für US-amerikanische Kunstliebhaber und Kunsthändler aus. Mit dem 1838 geschaffenen Monumentalbild Anbetung der Hirten und Könige (The Adoration of the Magi), das der deutschamerikanische Händler und Sammler Johann Gottfried Böker erworben und in dessen Düsseldorf Gallery in New York City ausgestellt hatte, konnte sich Steinbrück in den Vereinigten Staaten auch als Maler religiöser Historienbilder einen Namen machen.

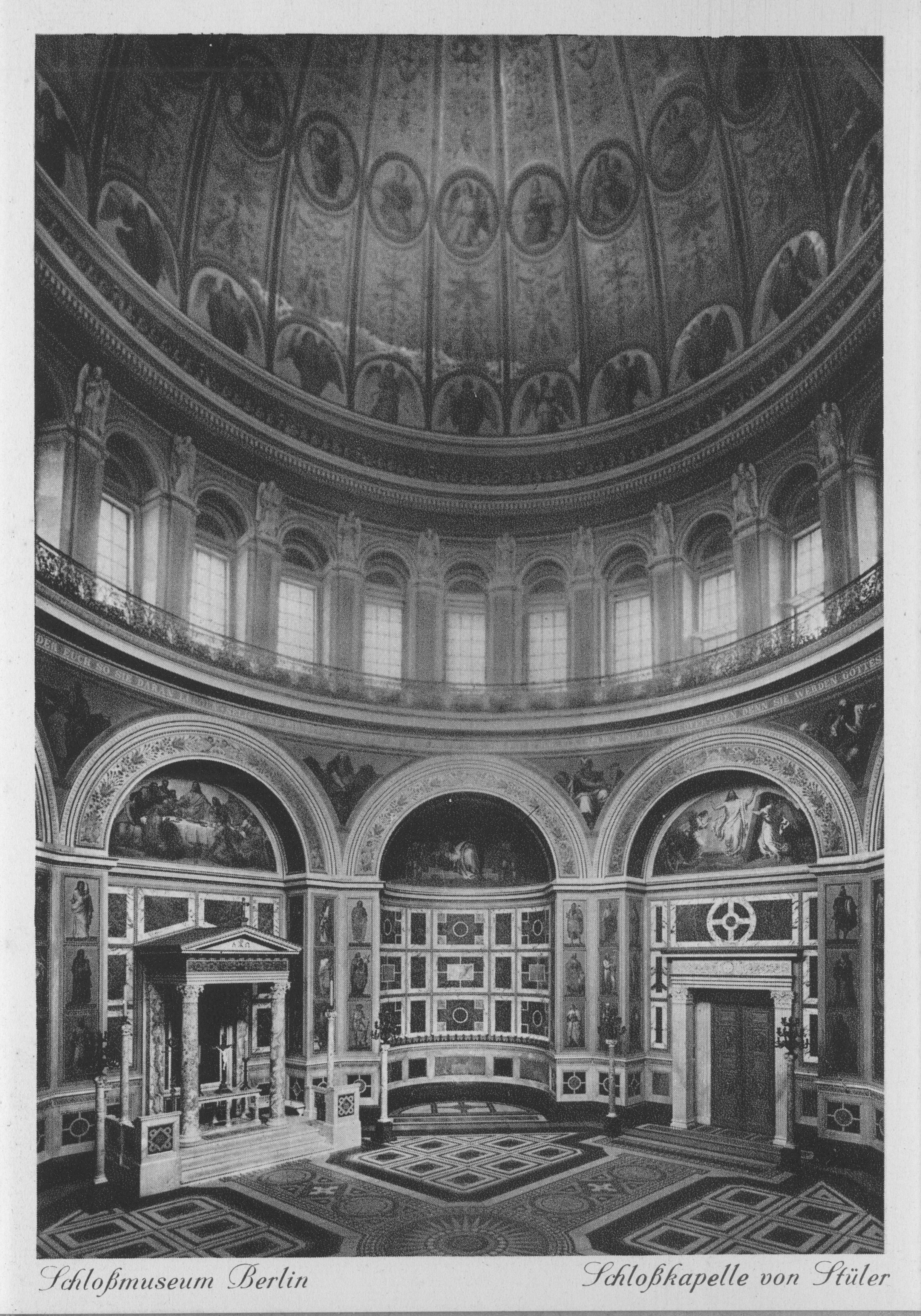
Wandfresko Auferstehung Christi, 1847, als Supraporte in der rechts dargestellten Bogennische, Foto der Kapelle in der Kuppelhalle des Berliner Schlosses, um 1900

Anfangs ein andächtiger Hörer der Predigten Friedrich Schleiermachers in Berlin und eifriger Bewunderer der evangelischen Theologen August Tholuck und Friedrich Wilhelm Krummacher, wuchs in Steinbrücks Düsseldorfer Zeit seine Hinwendung zum Katholizismus, angeregt durch seine dortigen Künstlerfreunde, insbesondere durch den Maler Ernst Deger, der ihm Clemens Brentanos Buch Das bittere Leiden unsers Herrn Jesu Christi über das Leben der Mystikerin Anna Katharina Emmerick geschenkt hatte. In Düsseldorf war Steinbrück ein integriertes Mitglied der Künstlerszene. Seiner kränkelnden Frau wegen, die in Berlin ihre Familie hatte, zogen die Steinbrücks 1846 allerdings wieder in die Hauptstadt Preußens. Im März des folgenden Jahres verstarb sie in dort.
Unter König Friedrich Wilhelm IV. erhielt er in seiner Berliner Zeit Aufträge für Staatsbauten und Kirchen. 1847 malte er Fresken in der Berliner Schlosskapelle, das Motiv Auferstehung Christi in einer Bogennische sowie Engelsgestalten und -köpfe in Medaillons der Schlosskuppel. Im gleichen Jahr führte er im Nordkuppelsaal des Neuen Museums ebenfalls Wandmalereien und Medaillons aus, außerdem bis 1849 in der Friedenskirche bei Potsdam einen Christus am Ölberg (Jesus in Gethsemane). Für die Berliner Jakobskirche schuf er einen Christus am Kreuz mit einer Grablegung als Predella, für die St.-Hedwigs-Kathedrale eine Anbetung der Hirten.

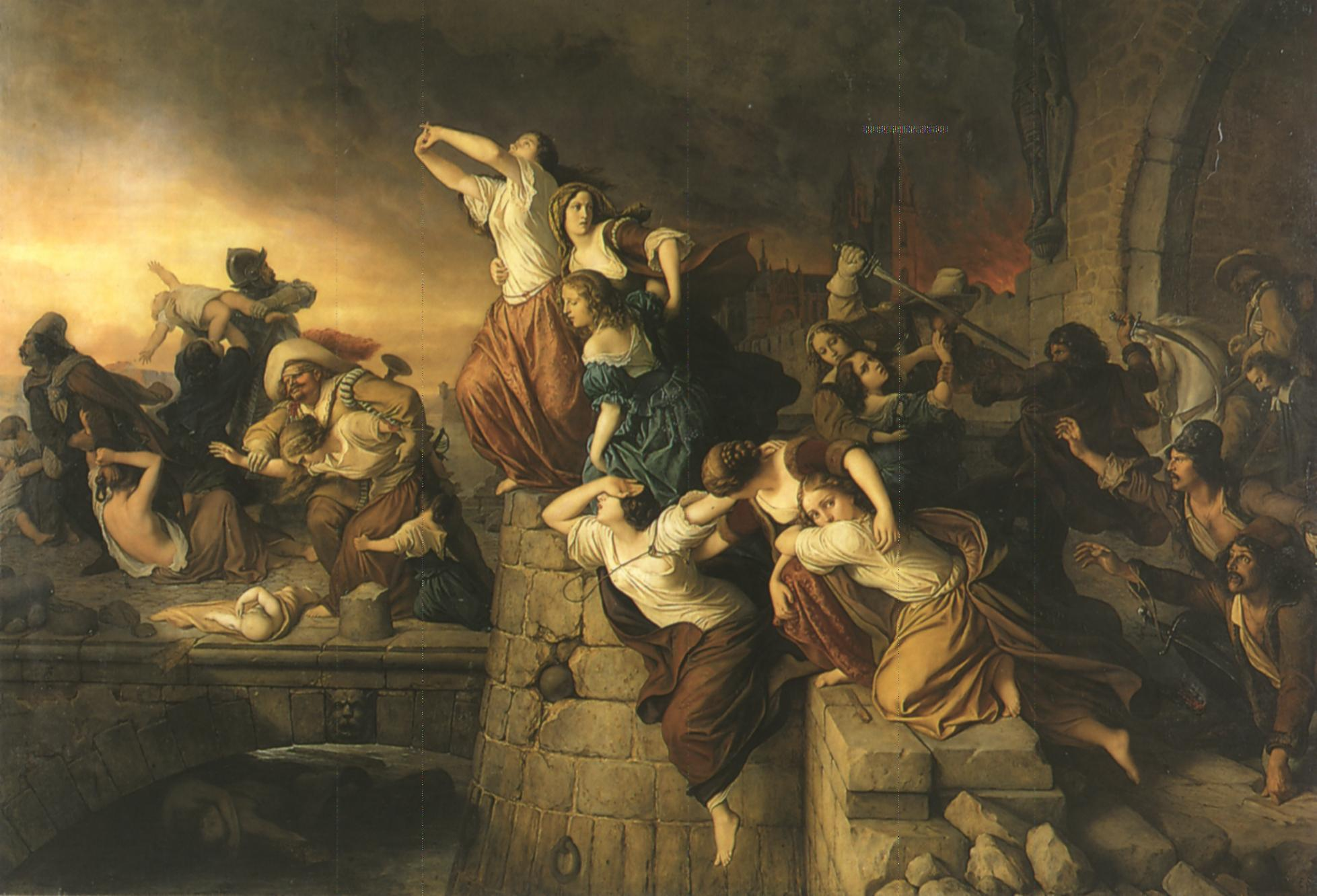
Die Magdeburger Jungfrauen, 1852–1866

Als Steinbrücks Hauptwerk der Historienmalerei gilt das Gemälde Die Magdeburger Jungfrauen (Die Plünderung Magdeburgs), das er zwischen 1852 und 1866 malte. Es stellt die grausame Verwüstung des protestantischen Magdeburgs durch kaiserliche Truppen während des Dreißigjährigen Krieges dar. In seinem Mittelpunkt steht die von Otto von Guericke überlieferte Szene des Freitods von Magdeburger Jungfrauen, die sich von der Stadtmauer stürzen, um ihrer Schändung durch kaiserliche Soldateska zu entgehen. Mit diesem Bild überraschte der „Maler der Elfen und Feen“ die zeitgenössische Kunstkritik, indem er zeigte, dass er einen derart „grässlichen Stoff gerade auch von seiner dunkelsten Schattenseite mit solcher Gewalt anzufassen im Stande“ war. Es sei fast, als hätte Steinbrück „gern ein Zeugniss von dem Umfange seiner Darstellungskraft ablegen wollen, die von dem Lieblichsten und Zartesten bis in den Abgrund der Hölle in der Menschenbrust reicht“. 1854 wurde er zum Professor an der Preußischen Akademie der Künste ernannt. Deren Mitglied war er von 1841 bis 1882.
Am 15. Juli 1858 trat er aus Gewissensgründen zum katholischen Glauben über, nachdem er das 1856 erschienene Buch Mittheilungen seliger Geister gelesen, seit Längerem mit sich und evangelischen Geistlichen gerungen und religiösen Unterricht bei Leopold Pelldram genommen hatte. Am 7. Januar 1863 heiratete er Charlotte Witt († 1900). In fortgeschrittenem Alter wandte er sich verstärkt der lieblichen Idylle zu, es entstanden Das Märchen von den Schutzengeln und den Wassernixen (1870), eine Loreley (1872) und ein Rübezahl (1872) sowie Erlkönigs Töchter (1874). Im März 1876 zog er sich nach Landeck zurück, ein Kurbad in Niederschlesien, das er in mehrfachen Sommeraufenthalten kennengelernt hatte. Dort starb er, bis zuletzt rüstig, am 3. Februar 1882 im Alter von 79 Jahren.
Steinbrücks künstlerisches Schaffen wurzelte in einer spätnazarenischen Kunstauffassung der Düsseldorfer Schule. Die Motive seiner Bilder, die ein weicher und lyrischer, sentimental-romantischer, feinmalerisch ausgeführter Stil und eine zumeist zarte Farbgebung kennzeichnen, sind oft Mythen und Sagen und der Literatur entnommen, insbesondere den Dichtungen und Märchen Ludwig Tiecks. Das Stimmungshafte in der Dichtung Tiecks überführte Steinbrück „in eine naturalistische Sphäre, die bereits etwas der Salonkunst Gemäßes vorwegnahm“ (Wolfgang Hütt).
Ein Porträt Steinbrücks zeigt eine um 1829 entstandene Lithografie in der 18 kleinformatige Porträts umfassenden Mappe Bildnisse und Selbstbildnisse der Schadow-Schüler, die in der Sammlung des Künstlervereins Malkasten erhalten ist. Bildnisse überlieferte außerdem der Porträtmaler Friedrich Boser in dessen 1840 bis 1853 entstandener Freundschaftsgalerie von 26 Einzelbildnissen der Düsseldorfer Malerschule und ihren Freunden sowie in dem 1844 gemeinsam mit Carl Friedrich Lessing geschaffenen Gruppenbild Das Vogelschießen der Düsseldorfer Künstler im Grafenberger Wald.

## Werke (Auswahl)

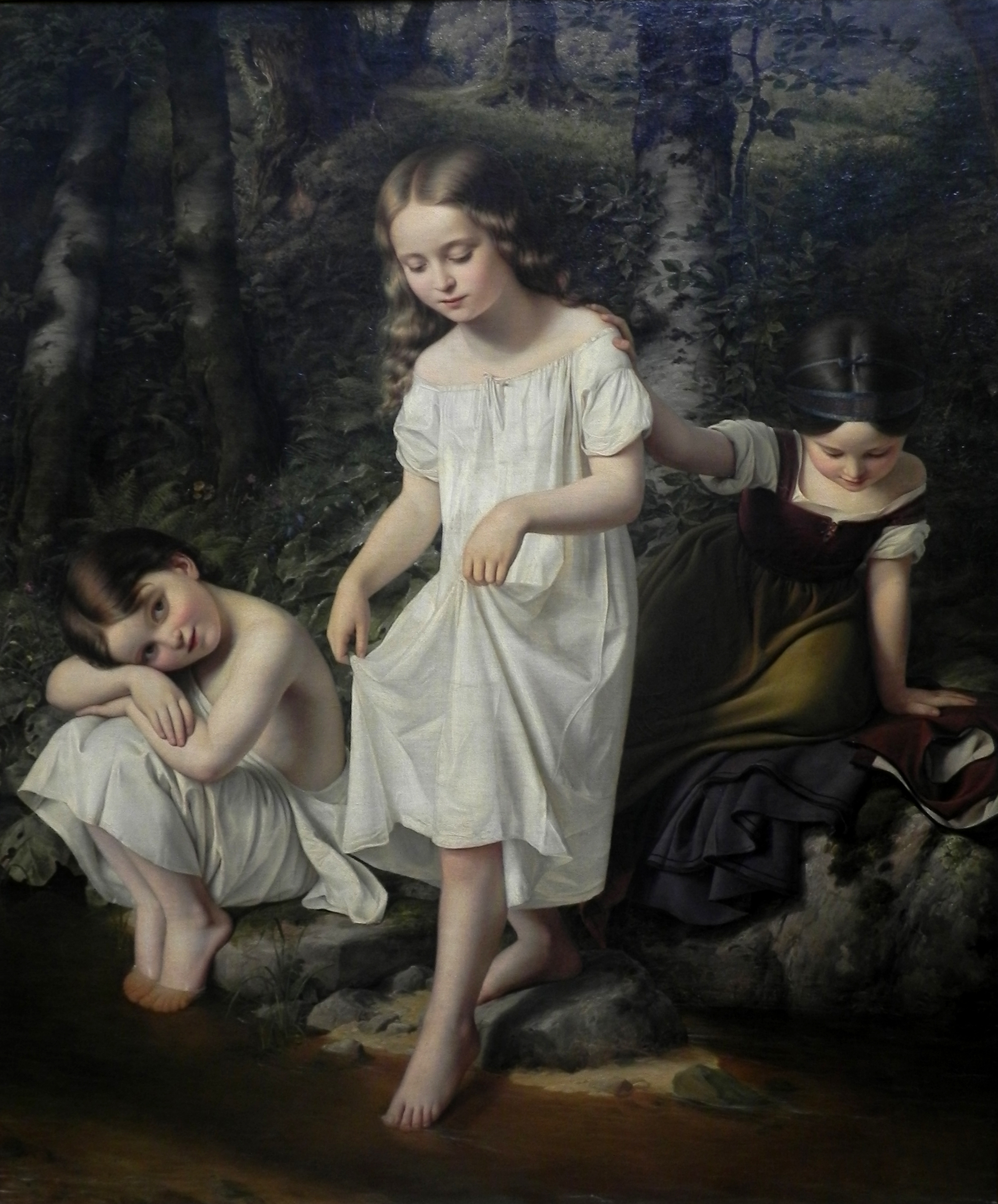
Badende Kinder, 1834, Alte Nationalgalerie Berlin

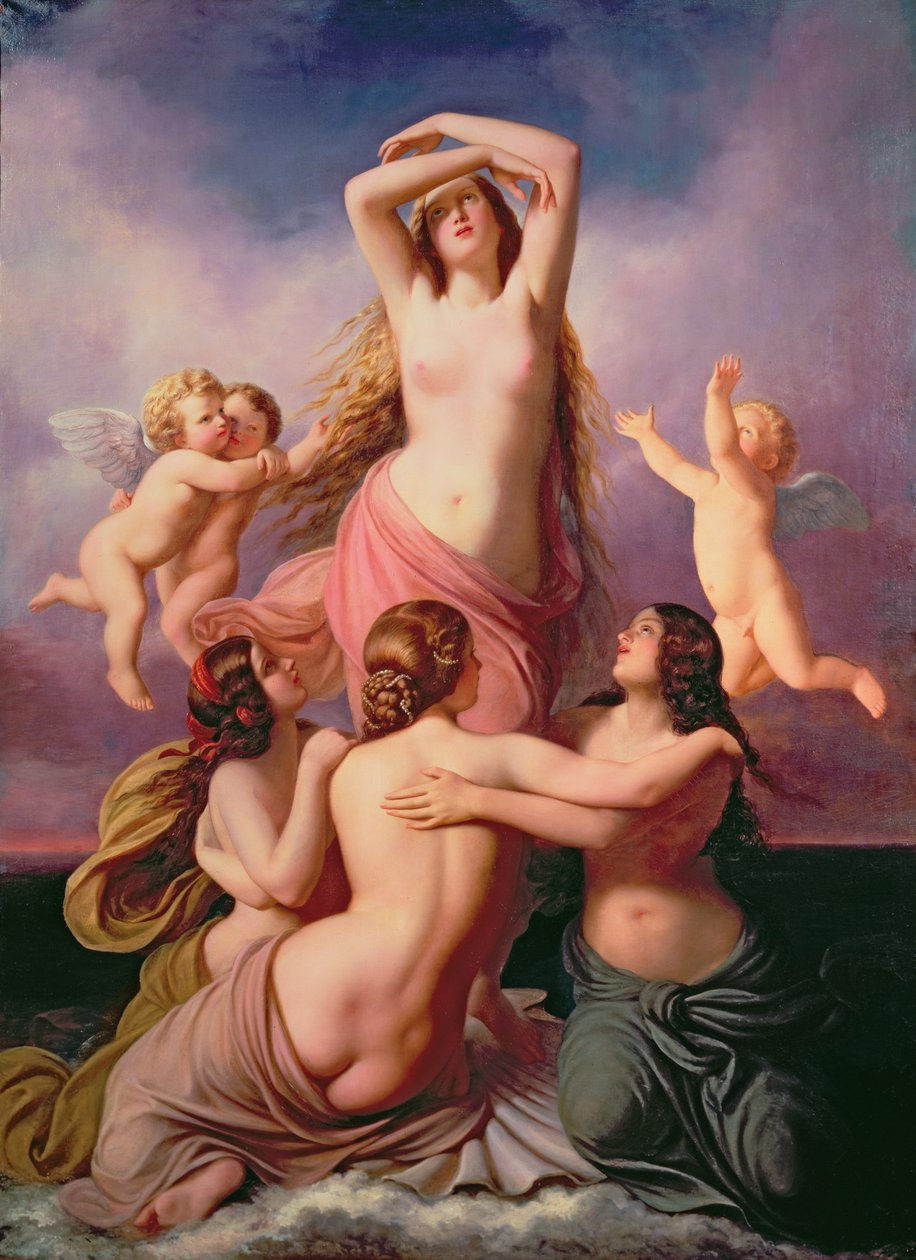
Die Geburt der Venus, 1846

- 1834: Badende Kinder, 1834, Nationalgalerie, Berlin
- 1835: Die heilige Genoveva. Das Gemälde befindet sich im Eigentum des Hessischen Landesmuseums Darmstadt, Inv.-Nr. GK 436; gestochen 1836 von E. Schäffer für den Kunstverein Rheinland und Westphalen, gestochen von J. Felsing für den Düsseldorfer Kunstverein, gestochen von A. Spiess für das Taschenbuch Cornelia auf das Jahr 1844, als Lithophanie reproduziert von Porzellanfabrik Plaue, Modell PPM 468.
- 1837: Bildnis Karl Schnaase, Stadtmuseum Landeshauptstadt Düsseldorf
- 1837: Die Nymphe der Düssel[12]
- 1838: Anbetung der Hirten und Könige (Adoration of the Magi), Snite Art Museum, Notre Dame, Indiana
- 1839: Genoveva (Studie dazu in Privatbesitz)
- 1840/1841: Marie unter den Elfen (Die Elfen), Neue Pinakothek, München[13]
- 1846: Die Geburt der Venus
- 1847: Wandmalerei Perseus befreit Andromeda, im Nordkuppelsaal des Neuen Museums, Berlin
- 1849: Fresko Jesus in Gethsemane, Friedenskirche im Park Sanssouci, Potsdam
- 1851 Gemälde, Das entglittene Spielzeug, Rom 1851, Privatbesitz Magdeburg
- 1852–1866: Die Magdeburger Jungfrauen – oder die Plünderung Magdeburgs, Kulturhistorisches Museum Magdeburg (als Dauerleihgabe der Nationalgalerie Berlin)[14]
- 1870: Das Märchen von den Schutzengeln und den Wassernixen
- 1872: Loreley
- 1872: Rübezahl
- 1874: Erlkönigs Töchter

### Illustrationen (Auswahl)
- In: Deutsche Dichtungen mit Randzeichnungen deutscher Künstler. – Düsseldorf : Buddeus, (Bände 1–2) 1843. Digitalisierte Ausgabe der Universitäts- und Landesbibliothek Düsseldorf
- In: Reinick, Robert. Lieder eines Malers mit Randzeichnungen seiner Freunde. – zwischen 1836 und 1852.
  - Lieder eines Malers mit Randzeichnungen seiner Freunde. – Düsseldorf: Schulgen-Bettendorff, 1838, farbige Mappen-Ausgabe. Digitalisierte Ausgabe der Universitäts- und Landesbibliothek Düsseldorf
  - Lieder eines Malers mit Randzeichnungen seiner Freunde. – Düsseldorf: Schulgen-Bettendorff, 1838. Digitalisierte Ausgabe der Universitäts- und Landesbibliothek Düsseldorf
  - Lieder eines Malers mit Randzeichnungen seiner Freunde. – Düsseldorf : Buddeus, zw. 1839 und 1846. Digitalisierte Ausgabe der Universitäts- und Landesbibliothek Düsseldorf
  - Lieder eines Malers mit Randzeichnungen seiner Freunde. – Leipzig : Vogel, ca. 1852. Digitalisierte Ausgabe der Universitäts- und Landesbibliothek Düsseldorf